# Эта Кассиопеи
Эта Кассиопеи (η Кассиопеи, лат. Eta Cassiopeia) — двойная звезда в созвездии Кассиопея. Находится на расстоянии около 19,4 световых лет от Солнца. Данная звезда имеет собственное имя — Ахирд (в пер. с араб. «колено»), а также китайское — 王良三 (天驷). У Птолемея в «Альмагесте» — «звезда северная на поясе».

## Характеристики
Звезда видна невооружённым глазом. Первым, кто определил, что она — двойная, был Уильям Гершель. Обе звезды представляют собой карлики главной последовательности.

### η Кассиопеи А
Эта Кассиопеи А принадлежит к классу жёлтых карликов, к которому принадлежит и наше Солнце, и по характеристикам очень похожа на него: 90—110 % солнечной массы и 98—101 % диаметра Солнца. Согласно исследованиям 1969 года, оба компонента системы обращаются друг вокруг друга на расстоянии от 36 до 107 а.е. и совершают полный оборот вокруг общего центра масс за 480 лет.

### η Кассиопеи В
Эта Кассиопеи В — более холодный и тусклый компонент системы. Это оранжевый карлик, имеющий 56—60 % массы Солнца и 66 % диаметра Солнца. В 1992 году была определена его лучевая скорость.

## Ближайшее окружение звезды
Следующие звёздные системы находятся на расстоянии в пределах 10 световых лет от η Кассиопеи:
| Звезда          | Спектральный класс | Расстояние, св. лет |
| Глизе 892       | K3 V               | 4,9                 |
| μ Кассиопеи AB  | G5 IV-VIp / M V    | 5,4                 |
| EV Ящерицы      | M3,5 Ve            | 7,8                 |
| Крюгер 60 AB    | M3 V / M4 V        | 8,2                 |
| Грумбридж 34 AB | M1,5 V / M3,5 Ve   | 8,7                 |
| Штейн 2051 AB   | M4 V / DC5 VII     | 9,2                 |

## η Кассиопеи в фантастике
- В фантастическом телесериале «Звёздный путь» в серии «Терра Нова» описывается планета с идентичным названием.
- В компьютерной игре «Frontier: Elite 2» в системе η Кассиопеи расположены троянские астероиды, на которых находится Академия звёздного флота.
- Во второй книге серии «Вселенная Боба» автора Деннис Тейлор (писатель): «Потому что нас много» упоминается данная звезда